# Scarlet ribbons
Scarlet ribbons (for her hair) is een lied geschreven door Evelyn Danzig (muziek) en Jack Segal (tekst). Het nummer werd in slechts 15 minuten geschreven in 1949 bij Danzig thuis in Port Washington, New York, nadat ze tekstschrijver Segal had uitgenodigd om haar muziek te beluisteren.
De eerstbekende opname dateert van 1949 en werd gedaan door Jo Stafford voor haar single Happy times. Covers zijn er bijvoorbeeld van Perry Como, Doris Day, Trini Lopez, Cliff Richard en Sinéad O'Connor.
Het liedje is als een sprookje. Een vader ziet zijn dochter aan bed bidden om scharlakenrode linten (scarlet ribbons) voor haar haar. Alle winkels zijn echter al gesloten. Als hij de volgende ochtend toch weer even bij zijn dochter kijkt, ziet hij op haar bed in vrolijke overvloed scarlet ribbons liggen. Het is hem een raadsel.

## Harry Belafonte
Hun nummer dreigde na diverse geflopte covers in de obscuriteit te verdwijnen, totdat Harry Belafonte zijn versie zong met zijn gitarist Millard Thomas. Het lied deed er lang over om een hit te worden. De opnamen vonden in 1952 plaats, maar het werd pas populair na een periode van vier jaar zingen tijdens concerten. In december 1952 was het een klein succesje in de Verenigde Staten, maar in 1957 wist het de Britse en Ierse hitlijsten te halen. In Engeland stond het zes weken genoteerd in de hitlijsten met een 18e plaats als hoogste notering.

## The Browns
Volgend succes werd er geboekt toen The Browns het opnamen voor hun single. Die haalde de dertiende plaats in de Billboard Hot 100 in de Verenigde Staten. Het succes bleef echter beperkt tot dat land.

## The Cats
In Nederland is de versie van The Cats het bekendst. Zij hadden met deze plaat in de nazomer van 1969 een hit in zowel Nederland als België. Een nummer 1-plaats was niet weggelegd voor dit nummer, de Bee Gees met Don't forget to remember zat hun in de weg.
The Cats traden met dit nummer in de voetsporen van hun eerdere muziekschrijvers Roger Greenaway en Roger Cook die het eerder opnamen als duo onder de naam David and Jonathan.
Het nummer is ook gezongen door Roek Williams & The Fighting Cats en als single verschenen in 1966.
The B-kant Today was een eigen nummer van The Cats. Theo Klouwer schreef het met John Möring.

### Hitnotering
Van de single werden in Nederland 109.000 exemplaren verkocht.

#### Nederlandse Top 40
Het plaatje stond twee weken nummer 1 in de tipparade bij deze lijst en zou alarmschijf zijn geweest. De eerste alarmschijf dateert echter later (1 november) dat jaar.
| Positie: | 7 | 3 | 3 | 3 | 4 | 5 | 6 | 9 | 13 | 23 | 35 | uit |

#### NederlandseDaverende 30
| Positie: | 8 | 2 | 2 | 2 | 3 | 5 | 7 | 11 | 14 | 28 | 30 | uit |

#### Vlaamsevoorloper van Ultratop 30
| Positie: | 18 | 20 | uit |

#### Evergreen Top 1000
| Evergreen Top 1000 "Scarlet Ribbons" | Evergreen Top 1000 "Scarlet Ribbons" | Evergreen Top 1000 "Scarlet Ribbons" | Evergreen Top 1000 "Scarlet Ribbons" | Evergreen Top 1000 "Scarlet Ribbons" | Evergreen Top 1000 "Scarlet Ribbons" | Evergreen Top 1000 "Scarlet Ribbons" | Evergreen Top 1000 "Scarlet Ribbons" | Evergreen Top 1000 "Scarlet Ribbons" | Evergreen Top 1000 "Scarlet Ribbons" | Evergreen Top 1000 "Scarlet Ribbons" | Evergreen Top 1000 "Scarlet Ribbons" | Evergreen Top 1000 "Scarlet Ribbons" | Evergreen Top 1000 "Scarlet Ribbons" | Evergreen Top 1000 "Scarlet Ribbons" | Evergreen Top 1000 "Scarlet Ribbons" | Evergreen Top 1000 "Scarlet Ribbons" |
| Jaar                                 | 2008                                 | 2009                                 | 2010                                 | 2011                                 | 2012                                 | 2013                                 | 2014                                 | 2015                                 | 2016                                 | 2017                                 | 2018                                 | 2019                                 | 2020                                 | 2021                                 | 2022                                 | 2023                                 |
| ------------------------------------ | ------------------------------------ | ------------------------------------ | ------------------------------------ | ------------------------------------ | ------------------------------------ | ------------------------------------ | ------------------------------------ | ------------------------------------ | ------------------------------------ | ------------------------------------ | ------------------------------------ | ------------------------------------ | ------------------------------------ | ------------------------------------ | ------------------------------------ | ------------------------------------ |
| Positie                              | 430                                  | 64                                   | 51                                   | 80                                   | 88                                   | 29                                   | 20                                   | 15                                   | 31                                   | 24                                   | 20                                   | 15                                   | 17                                   | 19                                   | 16                                   | 12                                   |

#### NPO Radio 2 Top 2000
| Nummer met noteringen in de NPO Radio 2 Top 2000 | '02 | '03 | '04 | '05 | '06 | '07 | '08 | '09 | '10 | '11 | '12  | '13 | '14 | '15  | '16  | '17  | '18  | '19  | '20  | '21  | '22  | '23  | '24  |
| ------------------------------------------------ | --- | --- | --- | --- | --- | --- | --- | --- | --- | --- | ---- | --- | --- | ---- | ---- | ---- | ---- | ---- | ---- | ---- | ---- | ---- | ---- |
| Scarlet ribbons                                  | 554 | 493 | 718 | 629 | 526 | 639 | 610 | 702 | 645 | 741 | 1002 | 961 | 958 | 1108 | 1360 | 1218 | 1512 | 1209 | 1279 | 1253 | 1352 | 1242 | 1144 |

1. ↑  Een vetgedrukt getal geeft de hoogste notering aan.
2. ↑  2002 was het eerste jaar met een notering voor dit nummer.